# Красновка (Павлодарская область)
Красновка (каз. Красновка) — село в Железинском районе Павлодарской области Казахстана. Входит в состав Михайловского сельского округа. Код КАТО — 554253300.

## История
Основано в 1914 г. В 1924 г. селение Красное (Тюльку-Акан) состояло из 21 двора. Входило в состав Урлютюпской волости Павлодарского уезда Семипалатинской губернии.

## Население
В 1999 году население села составляло 266 человек (132 мужчины и 134 женщины). По данным переписи 2009 года, в селе проживало 165 человек (82 мужчины и 83 женщины).

## Известные жители и уроженцы
- Трусов, Михаил Иванович (1929—1998) — Герой Социалистического Труда.